# The Blind Banker
"The Blind Banker" (português: "O Banqueiro Cego") é o segundo episódio da série de televisão Sherlock, a primeira transmissão na BBC One e BBC HD foi em 1 de Agosto de 2010. Foi escrito por Stephen Thompson e dirigido por Euros Lyn.
Sherlock é uma adaptação livre das histórias de Sherlock Holmes, de Arthur Conan Doyle, mas a série se passa em dias modernos. "The Blind Banker" segue Sherlock (Benedict Cumberbatch) e John Watson (Martin Freeman), como eles investigam uma série de cifras que representam números em um antigo sistema chinês de numeração que foram deixadas por uma rede de contrabando de chineses que parecem ter a intenção de matar para recuperar um item que um deles roubou.
"The Blind Banker" atraiu 8,07 milhões de telespectadores na BBC One e BBC HD. A recepção crítica foi positiva, embora alguns críticos sentiram que era inferior ao primeiro episódio.

## Enredo
No Museu Nacional de Antiguidades, uma especialista em cerâmica chinesa Soo Lin Yao (Gemma Chan) vê algo assustador, e desaparece. Enquanto isso, John e Sherlock levam à casa de alta potência financeira internacional. Lá, Sebastian Wilkes (Bertie Carvel), um velho conhecido da universidade de Sherlock, pede ajuda. A invasão ocorreu em que um par aparentemente sem sentido e símbolos foram pintados com spray em um retrato de um banqueiro. Sherlock percebe que foi uma mensagem para um homem – Edward Van Coon, da secretária Hong Kong – que não chegou a ser funcionário. A polícia, com o detetive Dimmock (Paul Chequer), considera como um suicídio, embora Sherlock vê como assassinato. Logo, o jornalista Brian Lukis (Howard Coggins) também é morto dentro de seu apartamento trancado. Sherlock e John investigam, e em uma biblioteca onde Lukis tinha ido encontrar os mesmos símbolos misteriosos pintados em uma prateleira.
John, em busca de segurança financeira, obtém um emprego como locum em uma cirurgia local, administrado por Sarah Sawyer (Zoe Telford). Mais tarde, Sherlock e John descobriram uma ligação entre os dois homens; ambos tinham acabado de voltar da China, e ambos foram para uma loja oriental, "The Lucky Cat" ("o gato sortudo"). Lá, Holmes descobre que os símbolos são antigos numerais chineses Hangzhou. Sherlock entra apartamento vazio de Soo Lin e encontra um intruso; uma breve luta segue, mas o atacante foge. No museu, em seguida, são descobertos os mesmos símbolos em uma estátua. Então, com a ajuda de grafiteiro "Raz" (Jack Bence), Sherlock e John encontraram mais símbolos grafitados em uma parede e lutam para decodificar a mensagem. De volta ao museu, Holmes surpreende Soo Lin escondida, que explica que o código está ligado ao criminoso "Black Lotus Tong", do qual ela já foi membro. Infelizmente, antes que ela possa decodificar o texto inteiro, ela é morta por seu irmão, que também é um membro da gangue criminosa. Sherlock percebe que Van Coon e Lukis eram membros da Tong, envolvidos no contrabando de antiguidades valiosas para vender em Londres e eles foram mortos porque um deles roubou alguma coisa.
Sherlock sabia que a mensagem estava na forma de um livro-cifra, ele e John passaram a noite pesquisando por livros das duas primeiras vítimas tentando encontrar a solução. No primeiro dia no trabalho, John não vai bem, mas Sarah cobre o turno para ele, e Sherlock arranja bilhetes para uma viagem de circo chinês. Enquanto John e Sarah apreciaram os clássicos atos de Escapologia e acrobacia, Sherlock bisbilhota ao redor nos bastidores e é atacado, mas com a ajuda de Sarah e John, os três fogem. Enquanto Sherlock continua a procurar a solução para o livro-cifra, John e Sarah são sequestrados; John é confundido com Sherlock pelos vilões, que querem que ele para revele a localização do "tesouro" faltando no retorno para a vida de Sarah. Felizmente, Sherlock desvenda o código usando o guia A-Z London Street Atlas Atlas, e resgata John e Sarah. Ele também percebe que o "tesouro" elusivo tinha estado à vista de todos o tempo todo; um jade hairpin pertencente à família real chinesa que está sendo usado pela  secretária Van Coon/amante Amanda (Olivia Poulet), que tinha recebido como um presente de Van Coon. No entanto, Shan, o líder do grupo, escapa e entra em contato com uma pessoa identificada apenas pela inicial "M" que ajudou o grupo a obter uma posição em Londres. O episódio termina com um franco-atirador disparando em Shan durante o contato quando "M" pensa que Shan irá falhar novamente.